# 丸善斯基
丸善斯基（日语：マルゼンスキー），是日本純種競賽馬匹。生涯稱霸短途至一哩賽事且八戰全勝，更於朝日盃三歲錦標中以破紀錄、超過10馬位的大差優勢衝線。而由於其於生涯內無敵的領放戰術及於八場賽事中共拉開第二名61馬位（場均拉開7 5/8馬位）的紀錄，而被稱爲「超級跑車」（スーパーカー），並於1990年被選爲日本中央競馬會殿堂馬。

## 出賽前
1974年5月19日出身於北海道早來町（安平町）橋本牧場，所有權歸於牧場負責人橋本善吉旗下。
其後交由東京競馬場練馬師本鄉重彥訓練。

## 競賽生涯

### 3歲（現2歲）
1976年10月9日出戰東京競馬場2歲新馬戰，比賽初段選擇於先頭位置推進，中段應騎師中野渡清一的指示逐步快放，最終不斷拉開對秀之下在直路上進入獨走狀態，以10馬位以上的大差優勢取得首勝。
其後出戰條件戰銀杏賞，於此次比賽途中繼續採用領放戰術，並於直路上再度拋離對手下以拉開9馬位取得連勝。
在11月21日出戰府中三歲錦標，將和勝出北海道三歲錦標的強豪Hishi Speed決戰，並於賽前以1.1倍的獨贏賠率壓贏對手取得第一人氣。比賽開始後，受惠於本次比賽僅得五匹馬的出馬數，丸善斯基得以順利帶出並於前方位置進行領放。進入直路後，由於其經已大幅領先對手，因而騎師中野渡將速度放慢以保護丸善斯基的狀態。然而於直路中段，後方的Hishi Speed突然以凌厲的姿態迫近，所幸中野渡以快速的反應指揮丸善斯基重新重新加速，最終兩駒於經歷激烈的爭鬥後以平頭姿態衝線，而照片判定則確認丸善斯基而鼻位優勢險勝。
12月12日出戰關東3歲馬的王者決定戰朝日盃三歲錦標，賽前再度獲得第一人氣。比賽開始後，其迅速搶佔位置進行領放，並於比賽途中未受到壓力下越放越順，進入直路時經已大幅拋離後方對手。而於直路途中，吸取上仗賽事的教訓及於賽前獲得練馬師本鄉重彥的支持下，騎師中野渡決定繼續催策其進行加速，最終其成功以約莫13馬位的優勢擊敗對手取得首個重賞冠軍，其跑出的1分34.4秒完賽時間亦將紀錄推前0.2秒，而此紀錄亦保持長達14年，直至1990年Lindo Shaver跑出1分34.0秒的時間才被打破。
年末，由於其以四戰全勝且破紀錄的姿態登頂關東3歲馬的頂點，因而以658票獲得最佳3歲雄馬頭銜。

### 4歲（現3歲）
進入1977年，其於年初出戰中京競馬場的一場4歲公開賽，當時許多陣營聽聞被稱爲「關東的怪物」的丸善斯基將會參戰時，紛紛安排馬匹退賽備戰，使賽事一時之間因出馬數不足而需要腰斬。但此時隸屬京都競馬場的練馬師服部正利宣佈安排其馬房內的兩匹馬出戰，賽事最終得以成立。比賽開始後，丸善斯基再度以優勢的反應搶前，於比賽途中保持平穩的速度下雖然並未帶離太大身位，但仍然可以於直路上以輕鬆的姿態壓制對手，最終以2 1/2馬位取得勝利。
完成以上賽事後其被發現膝部骨折，因而進入約3個月的休養。
休養過後於5月復出出戰4歲公開賽，並於比賽途中展現優秀的實力，以7馬位優勢大幅拋離對手獲勝。
而此時陣營本來打算安排其出戰東京優駿（日本打吡），但由於丸善斯基雖然於日本國內出生，但由於其受胎時母系處於外國，因而於當時的界定方法中其並不屬於內國產馬而是持入馬。而根據日本中央競馬會於1970年代的規例，持入馬並沒有包含東京優駿在內的八大競走賽事的出賽權，因而丸善斯基當時未能順利報名參賽。
就此事陣營於賽前不斷向日本中央競馬會方面交涉，如馬主橋本善吉考慮上訴，騎師中野渡更明言：「我希望可以讓其（丸善斯基）參加日本打吡。安排我們於最外檔也沒有問題，我們不會妨礙任何其他賽駒。我也不需要任何獎金，只是想證明這匹馬的能力。」（日本ダービーに出させてほしい。枠順は大外でいい、他の馬の邪魔は一切しない。賞金もいらない、この馬の能力を確かめるだけでいい。）。然而因種種原因，陣營最終決定放棄於此事上糾纏，丸善斯基亦未能出戰東京優駿。
丸善斯基未能參與東京優駿一事激起馬迷極大反彈，許多馬迷於賽後紛紛向日本中央競馬會發起聯署要求檢討持入馬的出賽機會，最終日本中央競馬會宣佈於下半年推出寬鬆政策，持入馬被允許出賽的賽事由11場大幅增加至到78場次。然而此段期間日本輕種馬協會以「保護內國產馬爲名」不斷向日本中央競馬會施壓，最終寬鬆政策於翌年直1978年被撤回，所有賽事規則返回原樣。
此事件在當時亦於最權威的賽馬雜誌《優駿》上引起討論，以下爲1977年9月由《優駿》舉辦的一場座談會上，作家古山高麗雄、賽馬評論家山野浩一和志摩直人及新聞從業者本田靖春的一段對話的節錄：
古山：春季的事件非常可惜的點在於，丸善斯基無法出戰打吡。我明白保護內國產馬是一件大事且非常重要，但我真的不希望同類事件再次發生。而有關事件的後續，我對於負責人（日本中央競馬會）的處理，作爲一個馬迷的角度來說非常不滿。
山野：我認爲打吡最好只允許內國產馬出戰。經典賽於世界各地而言，意義是在於對馬匹生產方式的檢驗。若果一隻馬是於外國受胎然後其母系被購入日本（持入馬），就生產的意義來說其並不符合內國產馬的資格。所以在諸如打吡這樣的賽事中，這類馬匹並不應包含在內。經典賽出賽的賽駒的生產到訓練階段均理應需要於日本國內進行的。
古山：這不是山野先生你的理想主義嗎。
志摩：就另一層面而言，馬迷們的疑問會是「爲何這匹如此強的馬不能參加打吡？」。
山野：對於這個問題，例如在意大利的打吡僅限內國產馬參與，但打吡過後將會有一場名爲意大利大賽的賽事供給4歲（現3歲）外國產馬參加。我認爲如果經典賽僅允許內國產馬出戰，就需要作出類似這樣的安排，但顯然現在日本並未有如此準備是個很大的問題。
本田：我是今日參與座談會中最接近「忽然馬迷」的人，因而我說的是較爲主觀的觀點，也沒有作出太多研究，就正如山野先生所說的「生產是比賽的最初一步」我原先也不太清楚。我認爲大部分人只是單純地認爲哪匹馬更強罷了，因而今天大多數馬迷都認爲丸善斯基受到了不公平對待。我也有聽到諸多的挑剔，說其在哪場比賽和哪場比賽做得不好，甚至有流言說「因陣營不想其在札幌的短距離錦標落敗，因而安排了廄侶一同出戰控制步速」，對於這樣的現狀他們（丸善絲基的馬迷）一定很不滿意吧。賽馬嘛，只要看哪匹馬最快衝線就好了。
 — 『優駿』1977年9月號 座談會「正論とミーハー論と」
6月26日出戰被稱謂「遺憾打吡」的日本短波賞，賽前依然獲得第一人氣，比賽開始後，其繼續以凌厲的速度於前方領放，通過第一彎道時候經已帶出約莫6、7個馬位。然而進入通過第三彎道時，其突然失速並被第二的Inter Spencer追上，所幸於騎師中野渡加鞭後其重新加速，最終進入獨奏狀態下以7馬位優勢奪得第二個重賞冠軍。
進入夏季後前往北海道並出戰札幌競馬場的短距離錦標，本次比賽由於Yoshio Kazan以更快的速度搶佔先機，因而丸善斯基保持於第二的位置推進。比賽途中，受到札幌競馬場較厚的泥地及前600米33.2秒的快步速影響，其表現出稍爲乏力的狀態。然而進入直路後，其逐漸進入狀態下不斷加速並超越Yoshio Kazan，最終繼續拉開後方對手下以10馬位的優勢及破紀錄的1分10.1秒時間取得八連勝。
完成賽後陣營決定以巴賞、京都大賞典及有馬紀念的路線出戰，並確認來年將會遠征法國及美國，分別以凱旋門大賽及華盛頓國際賽爲目標。
其後前往函館競馬場爲巴賞作準備，然而於訓練途中和地上的矮牆衝撞，最終造成肌腱炎並避戰進入休養。
休養完成後繼續以有馬紀念爲目標，然而於12月15日的訓練途中被代替中野渡進行策騎的騎師加賀武見發現腳部有異常感，最終確認爲肌腱炎復發下選擇避戰有馬紀念。
雖然其肌腱炎症狀較爲輕微，但於限制之下其於來年僅可以出戰寶塚紀念及有馬紀念等賽事，最終陣營認爲選擇賽程上較爲困難而決定安排其退役，並於1978年1月15日在東京競馬場舉行退役儀式。

### 詳細賽績
| 日期       | 舉辦國家 | 馬場 | 距離   | 級別 | 賽事名稱       | 負重 | 騎師       | 馬號 | 出馬 | 名次 | 時間   | 頭馬（二馬）     |
| ---------- | -------- | ---- | ------ | ---- | -------------- | ---- | ---------- | ---- | ---- | ---- | ------ | ---------------- |
| 9/10/1976  | 日本     | 中山 | 草1200 |      | 3歲新馬        | 52   | 中野渡清一 | 1    | 8    | 1    | 1:11.0 | （Oriondahda）   |
| 30/10/1976 | 日本     | 中山 | 草1200 |      | 銀杏特別       | 52   | 中野渡清一 | 1    | 9    | 1    | 1:10.5 | （Shadai Essai） |
| 21/11/1976 | 日本     | 東京 | 草1600 |      | 府中三歲錦標   | 54   | 中野渡清一 | 3    | 5    | 1    | 1:37.9 | （Hishi Speed）  |
| 12/12/1976 | 日本     | 中山 | 草1600 | 重賞 | 朝日盃三歲錦標 | 54   | 中野渡清一 | 6    | 6    | 1    | 1:34.4 | （Hishi Speed）  |
| 22/1/1977  | 日本     | 中京 | 草1600 |      | 4歲公開賽      | 57   | 中野渡清一 | 2    | 5    | 1    | 1:36.4 | （Jo Quickly）   |
| 7/5/1977   | 日本     | 東京 | 草1600 |      | 4歲公開賽      | 57   | 中野渡清一 | 2    | 5    | 1    | 1:36.3 | （Long Ichi）    |
| 26/6/1977  | 日本     | 中山 | 草1800 | 重賞 | 日本短波賞     | 58   | 中野渡清一 | 2    | 7    | 1    | 1:51.4 | （Press Tokon）  |
| 24/7/1977  | 日本     | 札幌 | 泥1200 |      | 短距離錦標     | 54   | 中野渡清一 | 4    | 5    | 1    | 1:10.1 | （Hishi Speed）  |

## 退役後
1990年丸善斯基被選爲日本中央競馬會第20匹殿堂馬。
退役後，丸善斯基成爲了配種馬，於北海道門別町（今日高町）Toyosato Stallion Center休養，在1978年進行配種，首批子嗣在1979年出生。首批子嗣可於1981年出賽。1982年11月14日，Horisly於菊花賞勝出，成爲首匹勝出重賞及八大競走的丸善斯基子嗣。1984年10月7日，Suzuka Koban在京都大賞典勝出，成爲首匹勝出分級賽的子嗣。1985年6月2日，Suzuka Koban於寶塚紀念取勝，成爲首匹勝出一級賽的丸善斯基子嗣。縱觀其配種生涯，其除了產出一級賽子嗣之餘，作爲母父亦非常優秀，如米浴、勝利獎券、目白光明及特別週等一代名駒均爲其外孫。而直至現今世代，其名字仍然可以於不少馬匹之血統表上的母線被尋找到，可謂對塑造日本的純種馬的血統架構功不可沒。
1997年8月21日，其於爲來年配種工作進行輕度運動調整體態時突然倒地，最終因心臟麻痹死亡，享年24歲（現23歲）。

### 主要子嗣

#### 一級賽/八大競走優勝子嗣
粗體字為一級賽或八大競走
1979年生
- Horisky（菊花賞）

1980年生
- Suzuka Koban（神戶新聞盃、兩次京都大賞典、寶塚紀念）

1985年生
- 櫻花千代王（朝日盃三歲錦標、東京優駿）

1988年生
- Leo Durban（菊花賞）

#### 分級賽/重賞優勝子嗣
1980年生
- Pro Made（兜山紀念）
- Nishinosky（朝日盃三歲錦標）

1981年生
- Sakura Toko（函館三歲錦標、七夕賞）

1982年生
- Blacksky（福島紀念、新潟紀念）
- Kei Fire（皇后錦標）

1985年生
- Green Molly（新潟三歲錦標）
- Inter Animato（中京紀念）

1986年生
- Valiente（京王盃秋季讓賽）
- 加勒比歌（二月讓賽、東部金盃、目黑紀念）

1987年生
- Daiichi Oishi（函館三歲錦標）

1988年生
- Nehai Victory（中日新聞盃）

1990年生
- Crown City（京王盃秋季讓賽）

1991年生
- Sakura Eiko O（彌生賞、七夕賞）

1998年生
- Tashiro Spring（夢幻錦標）

## 血統簡介
父系尼真斯基爲加拿大生產的愛爾蘭賽駒，生涯僅得兩敗，曾勝出葉森打吡大賽、愛爾蘭打吡、英皇佐治六世及皇后伊利沙伯錦標及二千堅尼錦標等一級賽，退役後爲著名種馬，成功確立獨立的系統。祖父北地舞人爲加拿大賽駒，爲美國三冠賽雙冠軍馬，退役後亦爲著名種馬，被譽爲當時改變世界的種馬之一。
母系Shill爲美國馬匹，生涯無出賽紀錄。外祖父Buckpasser爲美國賽駒，生涯戰績優秀，曾勝出卓華斯錦標、大都會讓賽及美國賽馬會金盃等大賽。

### 血統表
| 父線：尼真斯基系（北地舞人系）                            |                             |              |              |
| 種馬 尼真斯基 1967年（棗色）                              | 北地舞人 1971年（棗色）     | 新北區       | Nearco       |
| 種馬 尼真斯基 1967年（棗色）                              | 北地舞人 1971年（棗色）     | 新北區       | Lady Angela  |
| 種馬 尼真斯基 1967年（棗色）                              | 北地舞人 1971年（棗色）     | Natalma      | 天才舞者     |
| 種馬 尼真斯基 1967年（棗色）                              | 北地舞人 1971年（棗色）     | Natalma      | Almahmoud    |
| 種馬 尼真斯基 1967年（棗色）                              | Flaming Page 1959年（棗色） | Bull Page    | Bull Lea     |
| 種馬 尼真斯基 1967年（棗色）                              | Flaming Page 1959年（棗色） | Bull Page    | Our Page     |
| 種馬 尼真斯基 1967年（棗色）                              | Flaming Page 1959年（棗色） | Flaring Top  | Menow        |
| 種馬 尼真斯基 1967年（棗色）                              | Flaming Page 1959年（棗色） | Flaring Top  | Flaming Top  |
| 繁殖雌馬 Shill 1970年（棗色）                             | Buckpasser 1963年（棗色）   | Tom Fool     | Menow        |
| 繁殖雌馬 Shill 1970年（棗色）                             | Buckpasser 1963年（棗色）   | Tom Fool     | Gaga         |
| 繁殖雌馬 Shill 1970年（棗色）                             | Buckpasser 1963年（棗色）   | Busanda      | War Admiral  |
| 繁殖雌馬 Shill 1970年（棗色）                             | Buckpasser 1963年（棗色）   | Busanda      | Businesslike |
| 繁殖雌馬 Shill 1970年（棗色）                             | Quill 1956年（棗色）        | Princequillo | Prince Rose  |
| 繁殖雌馬 Shill 1970年（棗色）                             | Quill 1956年（棗色）        | Princequillo | Cosquilla    |
| 繁殖雌馬 Shill 1970年（棗色）                             | Quill 1956年（棗色）        | Quick Touch  | Count Fleet  |
| 繁殖雌馬 Shill 1970年（棗色）                             | Quill 1956年（棗色）        | Quick Touch  | Alms         |
| 雌系：號族：5-g                                           |                             |              |              |
| 五代內近親交配：Menow 4×4、BullDog 5×5、Blue Larkspur 5×5 |                             |              |              |

## 命名由來
名字Maruzensky（マルゼンスキー）由兩部分組成，前半部分的Maruzen（マルゼン）出自馬主橋本善吉的屋號「丸善」，後半部分的sky（スキー）則繼承自父系尼真斯基之名字。

## 外部連結
- 丸善斯基 netkeiba.com （页面存档备份，存于）
- 血統表 （页面存档备份，存于）